# Pollo escalfado
El pollo escalfado o pollo blanco cortado es una variedad de siu mei (platos de carne asada) de la gastronomía cantonesa. A diferencia de las demás carnes siu mei, este plato concreto no se asa.
El pollo se sala y marina, cociéndose entero en agua o caldo de pollo con jengibre. Cuando empieza a hervir se aparta del fuego, dejando que el pollo que se cocine con el calor residual unos 30 minutos. La piel del pollo conservará un color claro, casi blanco, y si se prepara correctamente, la carne quedará bastante tierna, jugosa y sabrosa. Debido a la simplicidad de la elaboración, la calidad de los ingredientes es muy importante para obtener un buen plato.
Se sirve con un condimento llamado jīang cōng (姜蔥) o jīang cōng yóu (薑蔥油), que es una mezcla salada de jengibre finamente picado, cebolla y grasa de cerdo o aceite vegetal.
El plato es común a las culturas del sureste de China, incluyendo Guangdong, Fujian y Hong Kong. Como tal, está presente en barrios chinos de todo el mundo.